# Muinemón
Muinemón o anche Muineamhón (fl. XIV-X secolo a.C.) fu, secondo la tradizione popolare e storica britannica, uno dei sovrani supremi d'Irlanda.
Figlio di Cas Clothach, discendente di Irárd, Rothechtaid, Ros, Glas, Nuadu Declam e Eochaid Faebar Glas.
Goffredo Keating data il suo regno dal 955-950 a.C., mentre gli Annali dei Quattro Maestri dal 1333 al 1328 a.C.

## Tradizione
Aiutò Fíachu Fínscothach ad uccidere Sétna Airt, padre di lui con lo scopo di diventare re supremo. Dopo vent'anni di regname, uccise Fíachu per prenderne il posto.
Sarebbe stato il primo sovrano irlandese a far portare torque d'oro intorno al collo dei suoi seguaci.
Dopo cinque anni di regno morì di peste ad Aidne, nel Connacht, e a lui successe il figlio Faildergdóit.